# 마리노아시티 후쿠오카

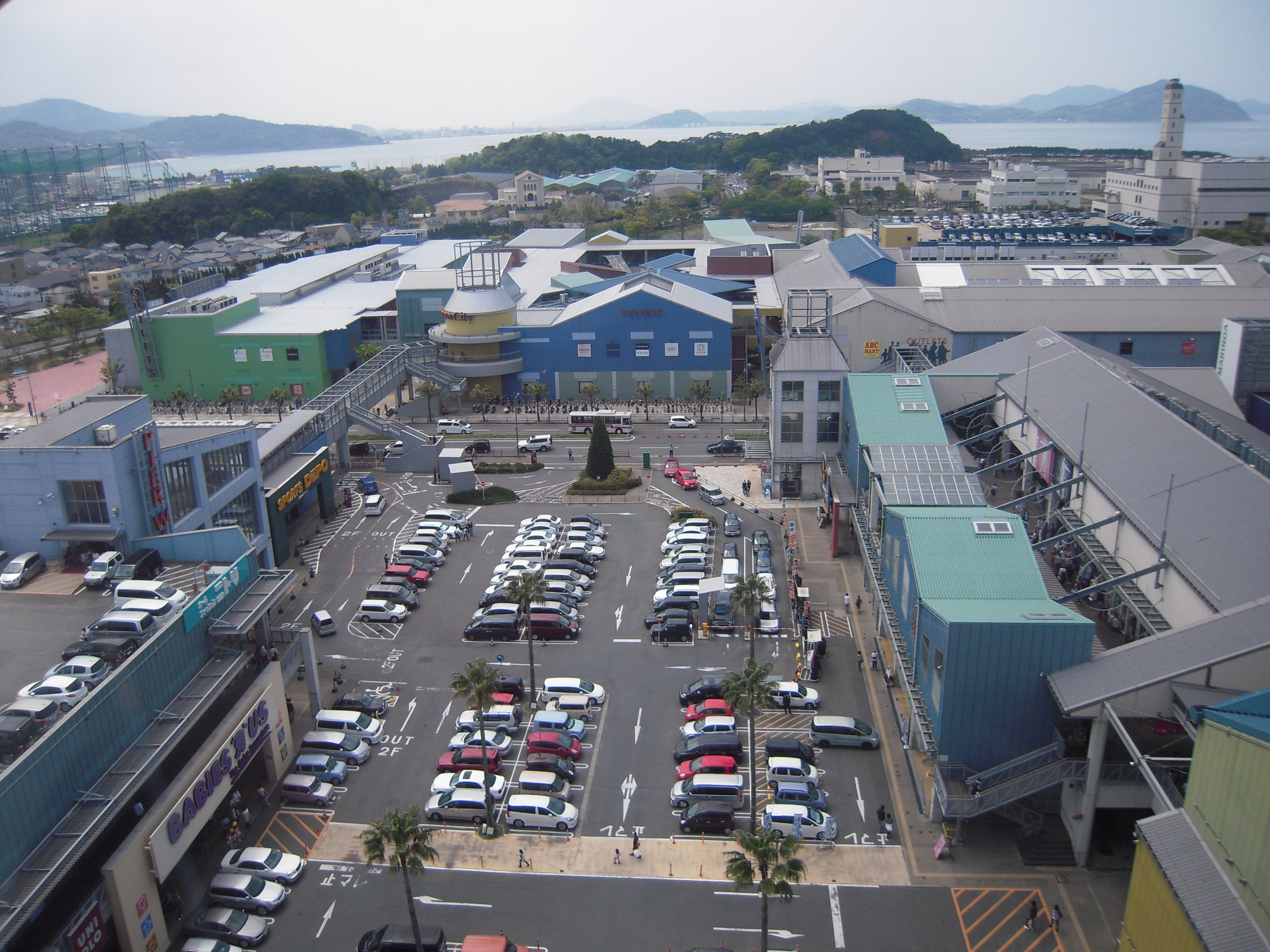
스카이휠 대관람차에서 촬영한 마리노아시티 후쿠오카

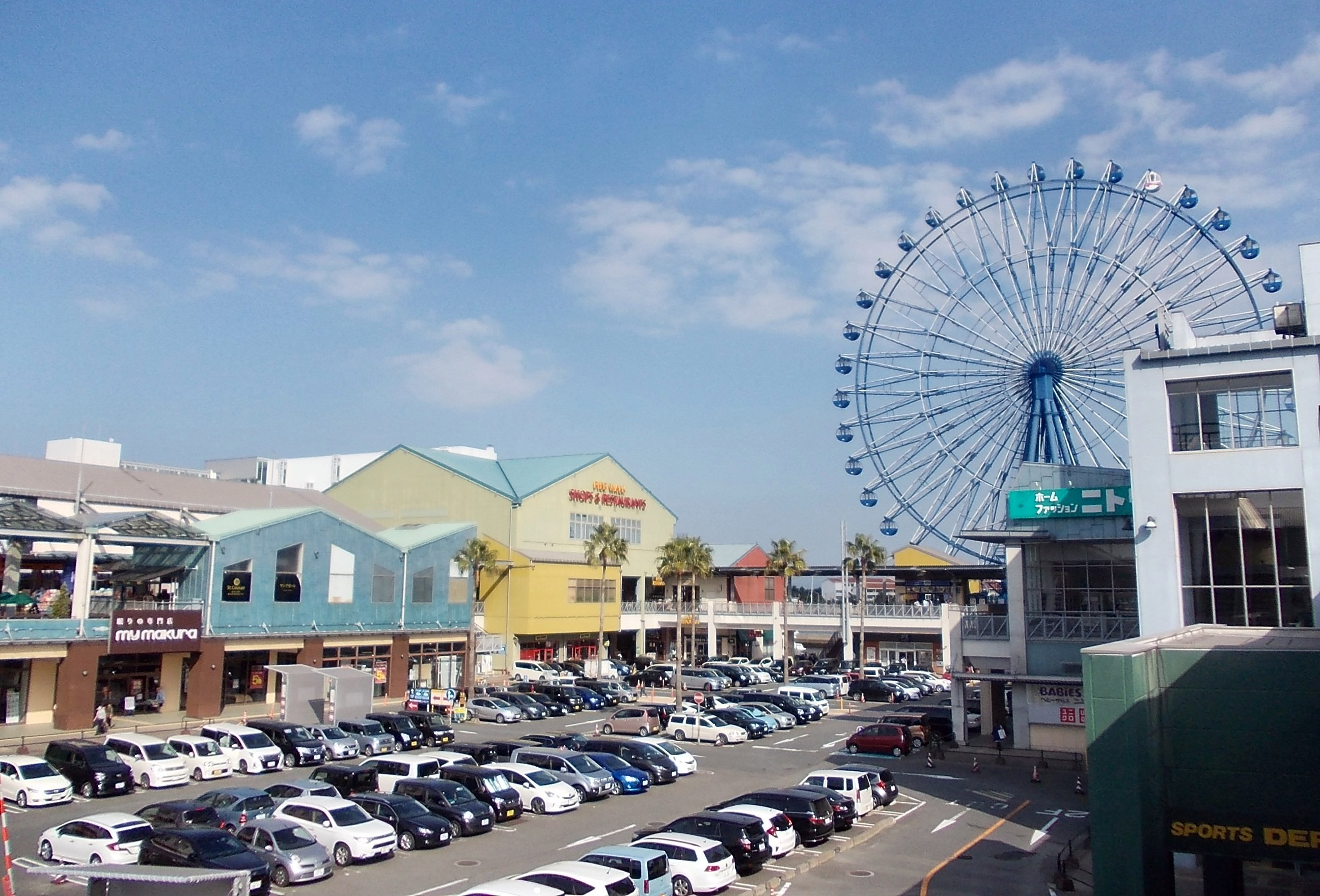
마리나사이드동과 스카이휠

마리노아시티 후쿠오카는 일본 후쿠오카현 후쿠오카시 니시구에 있는 복합 쇼핑 공간이다. 크게 아울렛동과 마리나사이드동으로 나뉜다.